# Lepidophyma tuxtlae
Lepidophyma tuxtlae  es una especie de lagarto descrita por John E. Werler y Shannon en 1957. Lepidophyma tuxtlae es parte del género Lepidophyma y de la familia de las lagartijas nocturnas. La UICN clasifica a la especie a nivel mundial como insuficientemente estudiada. No se incluye ninguna subespecie en el Catálogo de vida. 
La especie se encuentra con varias poblaciones distintas en el sur de México. Reside en regiones ubicadas entre 150 y 1500 metros sobre el nivel del mar. Lepidophyma tuxtlae vive en bosques húmedos y en bosques nubosos.